# 956 Elisa
956 Elisa là một Tiểu hành tinh kiểu V ở Vành đai chính, nó là một tiểu hành tinh duy nhất có lớp vỏ bazan, nó là một thành viên lớn của gia đình Vesta, giả thiết chúng có nguồn gốc từ việc có núi lửa hoạt động khoảng triệu triệu năm về trước. Hầu hết thành viên của gia đình Vesta đều được phân loại theo quang phổ và đều phát ra quang phổ kiểu V. Hồng ngoại của các hành tinh kiểu V có đặc trưng riêng nên rất dễ để phân biệt. Chu kỳ quay là 3.888 giờ Lưu trữ ngày 14 tháng 6 năm 2006 tại Wayback Machine.